# Géraldine Savary
Pour les articles homonymes, voir Savary.
Géraldine Savary, née le 14 novembre 1968 à Bulle (originaire de Sâles, double nationale franco-suisse), est une journaliste politique et une personnalité politique suisse, membre du Parti socialiste. Elle est députée du canton de Vaud au Conseil national de 2003 à 2007, puis au Conseil des États jusqu'en 2019.

## Biographie
Double nationale franco-suisse,, Géraldine Savary a obtenu une maturité gymnasiale au collège du Sud à Bulle. Elle est licenciée en sciences politiques de l'Université de Lausanne.
De 1996 à 2002, elle est responsable de l'édition de l'hebdomadaire romand Domaine public. Elle est présidente de la Commission fédérale de la Poste (PostCom) du 1er janvier 2020 au 31 janvier 2021, puis devient rédactrice en chef du magazine Femina le 1er janvier 2021, poste qu'elle quitte en février 2025
En 2006, elle épouse une autre personnalité politique suisse, le syndic de Lausanne, Grégoire Junod. Ils ont deux filles.
Géraldine Savary se déclare catholique romaine, sans être très pratiquante.

## Parcours politique
Elle adhère au Parti socialiste en 1994, puis est membre du Conseil communal de Lausanne de janvier 1998 à décembre 2003.
Elle occupe la présidence du Parti socialiste de Lausanne de juin 1999 à décembre 2003 et la vice-présidence du Parti socialiste suisse de septembre 2012 à novembre 2018.

### Assemblée fédérale
Géraldine Savary siège au Conseil national de 2003 à 2007, puis au Conseil des États de 2007 à 2019, pour le canton de Vaud. Elle est membre de la Commission de la science, de l'éducation et de la culture (CSEC) de 2003 à 2015, qu'elle préside de 2013 à 2015, de la Commission des transports et des télécommunications (CTT) de 2007 à 2019, de la Commission des affaires juridiques (CAJ) de 2007 à 2015, de la Commission parlementaire de la politique de sécurité (CPS) de 2011 à 2019 et de la Commission de gestion (CdG) de 2015 à 2019.
Aux élections fédérales de 2011, elle arrive en tête du premier tour pour le Conseil des États, mais sans obtenir la majorité absolue. Le 13 novembre 2011, à l'issue du second tour, elle est réélue avec plus de 56 % des suffrages. Lors des élections fédérales de 2015, Géraldine Savary est réélue au Conseil des États, mais pas son colistier Luc Recordon.

### Affaire Paulsen et démission
En novembre 2018, elle essuie des critiques en raison de ses liens avec le milliardaire et homme d'affaires Frederik Paulsen (bénéficiant d'un forfait fiscal dans le canton de Vaud et proche de Vladimir Poutine). Celui-ci a notamment financé sa candidature de 2011 et 2015 au Conseil des États avec son colistier Luc Recordon : en 2011, il leur verse 8 000 francs au premier tour, puis 7 000 francs au second, (ce deuxième don dépassant de 5 000 francs la limite autorisée par le règlement interne du Parti socialiste et ne lui ayant pas été annoncé) ; en 2015, il finance leur campagne à hauteur de 10 000 francs (5 000 francs chacun).
Reconnaissant des « erreurs d'appréciation », elle renonce à un quatrième mandat au Conseil des États et quitte son poste de vice-présidente du Parti socialiste suisse.